# ラモン・バルガス
- ラモン・ヴァルガス

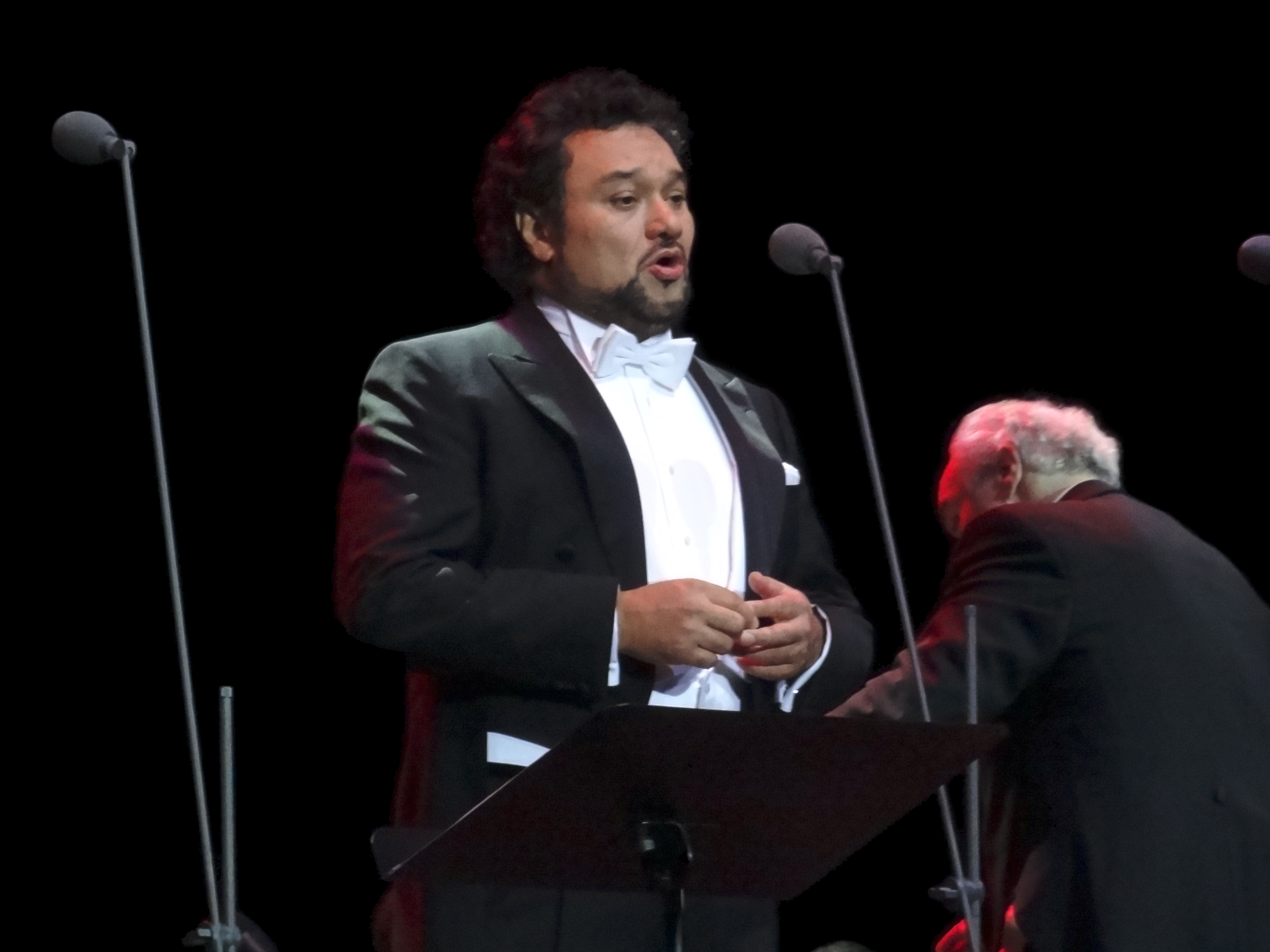
2013年

ラモン・バルガス（Ramón Vargas, 1960年9月11日 - ）は、メキシコ出身のテノール歌手。
メキシコシティの生まれ。９歳から地元のグアダルーペ教会合唱団に入団してソロを歌い、カルデナル・ミランダ音楽芸術研究所でアントニオ・ロペスとリカルド・サンチェスに声楽を学んだ。1962年のカルロ・モレッティ国際声楽コンクールに入賞し、モンテレイでのフランツ・ヨーゼフ・ハイドンの歌劇《薬剤師》の上演に参加してオペラ・デビューを飾った。1983年にエドゥアルド・マータに見い出されてジュゼッペ・ヴェルディの《ファルスタッフ》のフェントン役やヴォルフガング・アマデウス・モーツァルトの《ドン・ジョヴァンニ》のオッターヴィオ役などをうたって実績を積んだ。1986年にはエンリコ・カルーソ国際声楽コンクールで優勝し、ウィーン国立歌劇場の付属学校でレオ・ミュラーの薫陶を受けた。1990年からミラノでロドルフォ・チェレッティの下で研鑽を積み、1992年にメトロポリタン歌劇場にガエターノ・ドニゼッティの《ランメルモールのルチア》のエドガール役で出演して名声を確立。以後、ウィーン国立歌劇場、スカラ座やコヴェントガーデン王立歌劇場等にも客演した。